# Groszek skrzydlasty
Groszek skrzydlasty, g. skrzydlaty (Lathyrus linifolius (Reichard) Bässler) – gatunek rośliny z rodziny bobowatych. Występuje w zachodniej i środkowej Europie, występował także w Algierii, ale tam wymarł. W Polsce jest rozpowszechniony w północno-zachodniej części kraju, poza tym rozproszony, w części środkowej i na północnym wschodzie tylko na pojedynczych stanowiskach, a na południowym wschodzie brak go zupełnie. 

## Morfologia

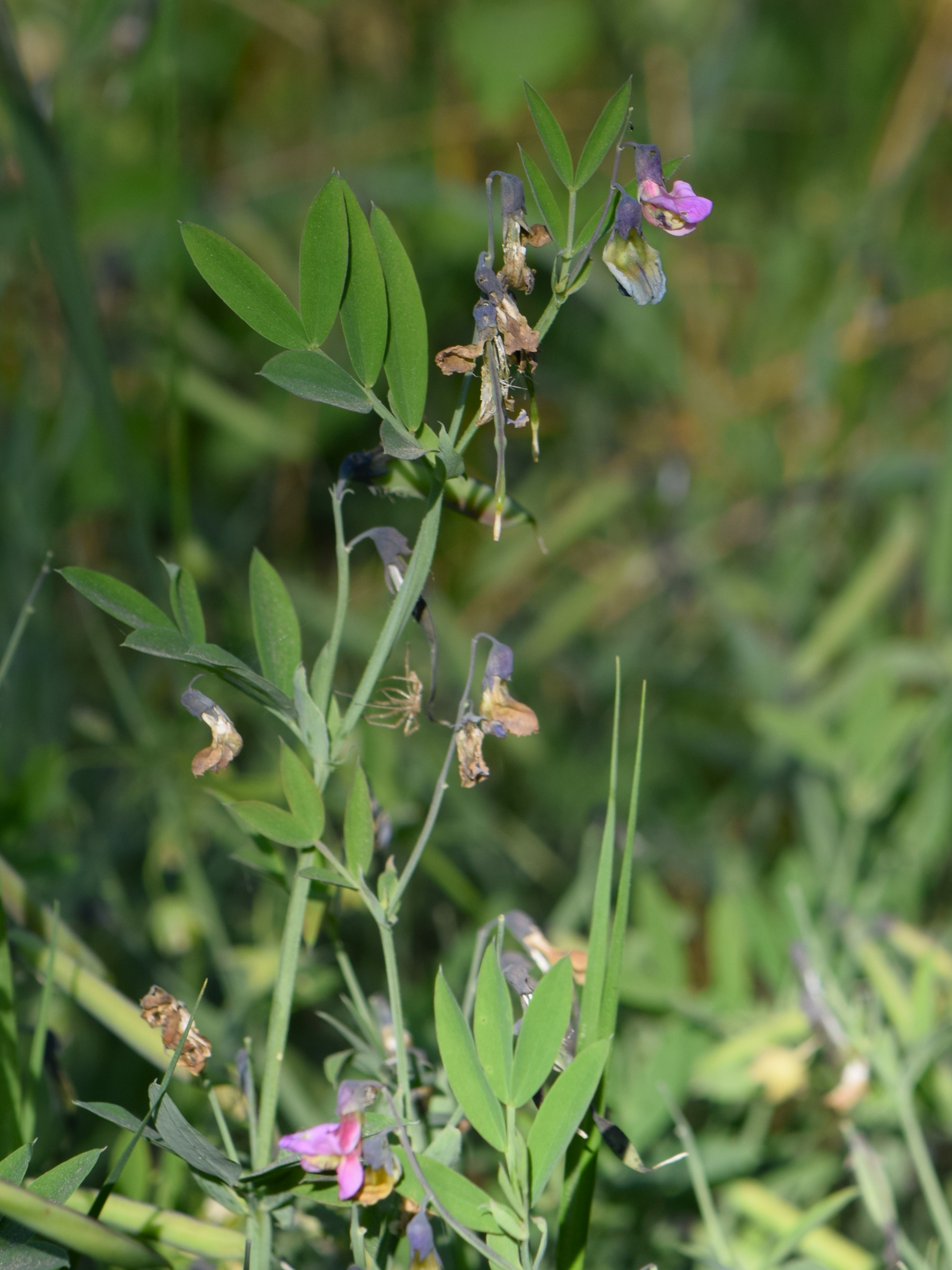
Pokrój

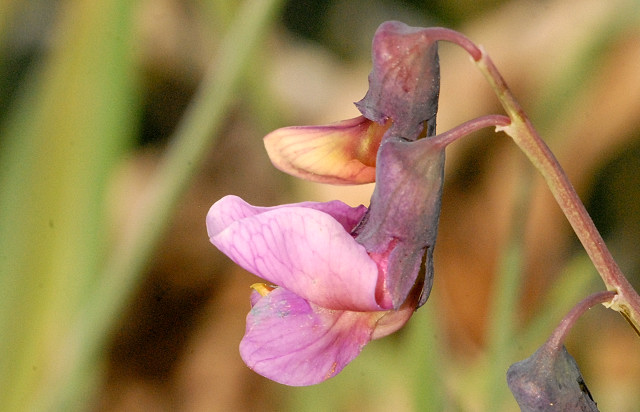
Kwiat

ŁodygaWspinająca się, naga, o wysokości 15–30 cm. Jest cała oskrzydlona i stąd pochodzi gatunkowa nazwa rośliny. Pod ziemią roślina posiada kłącze z rozłogami oraz bulwiastymi zgrubieniami.
LiścieRównież oskrzydlone jak łodyga. Składają się z 2–4 par eliptycznych lub lancetowatych listków, na spodniej stronie sinych, górą zielonych i matowych. Mają duże jajowatolancetowate przylistki, co najmniej tak długie, jak ogonek liściowy. Na szczycie liście zamiast wąsów czepnych mają kończyki.
KwiatyZebrane w kwiatostan po 2–5. Kielich nabiegły niebieskawo, korona purpurowa z ciemniejszymi żyłkami. Podczas przekwitania zmienia kolor na niebieski.
OwocDługie, cienkie strąki.

## Biologia i ekologia
Bylina, geofit. Kwitnie od kwietnia do czerwca. Siedlisko: świetliste lasy i zarośla. W klasyfikacji zbiorowisk roślinnych gatunek charakterystyczny i wyróżniający dla klasy (Cl.) Quercetea robori-petreae.